# 블러썸크리에이티브
블러썸크리에이티브(영어: Blossom Creative)는 대한민국의 작가 매니지먼트 회사이다. 대표이사는 지영주이다.

## 작가
- 김중혁
- 김금희
- 편혜영
- 배명훈
- 김초엽
- 장류진

## 채널 소개
- (2016년) 1박 2일의 영화 캠프 ‘이동진의 캠프시네마’
- (2016년~현재) ‘무비썸(Movie some)’: 매주 개봉하는 신작을 한편씩 선정하여 비평하는 프로그램 (진행: 영화 평론가 이동진, 희극인 박지선, 가수 이지형 / 영화 평론가 송경원)
- (2016년~현재) ‘무비딥(MOVIE DEEP)’: 화제성 있는 영화를 비정기적으로 선정해 시간의 제약을 받지 않고 영화를 총 정리하는 비평 프로그램. 이동진 영화 평론가가 진행을 맡아 '이동진의 끝장평론', '이동진의 21세기 걸작들'로 방송 되고 있다.
- 무비가이드(MOVIE GUIDE): 알고 보면 더 재미있는 영화를 위한 가이드. '관람 전 알아야 하는 정보 & 관전 포인트'를 꼭꼭 짚어주는 프로그램으로 비정기적으로 방송 되고 있다.